# Aérodrome de Shamattawa
L'aéroport de Shamattawa est situé à Shamattawa au Manitoba au Canada.

## Ligne aérienne et destinations
| Ligne aérienne          | Destinations                   |
| ----------------------- | ------------------------------ |
| Perimeter Aviation (en) | Gods River, Thompson, Winnipeg |